# Ковальчук Микола Кузьмич
Мико́ла Кузьми́ч Ковальчу́к (нар. 26 липня 1902, село Долобичів Грубешівського повіту Люблінської губернії, тепер Польща — 1972, місто  Київ, Українська РСР) — радянський діяч органів держбепеки, генерал-лейтенант, заступник Міністра державної безпеки СРСР, міністр державної безпеки Української РСР, міністр державної безпеки Латвійської РСР, міністр внутрішніх справ Латвійської РСР. Депутат Верховної Ради СРСР 3-го скликання.

## Біографія
Народився в родині митника. Трудову діяльність почав з тринадцятирічного віку: в 1916 і 1917 роках наймитував у поміщика Устинова в селі Беково Саратовської губернії. У 1917 році закінчив двокласне училище в селі Беково, в 1919 році — два класи школи 2-го ступеня в Беково. З червня 1918 до січня 1919 року працював різноробом у підрядника шкіряника Печонкіна в Беково.
З січня 1919 року служив у робітничо-селянській міліції: з січня 1919 по червень 1923 року — помічник начальника Бековської районної міліції, з червня по грудень 1923 року — помічник начальника міської міліції в Сердобську, в грудні 1923 — жовтні 1924 року — начальник Бековського районного відділу міліції, з жовтня 1924 по жовтень 1925 року — помічник начальника Сердобської повітової міліції Саратовської губернії.
З жовтня 1925 по листопад 1926 року був інструктором виконавчого комітету Сердобської повітової Ради (Саратовська губернія).
У 1926 році перейшов на службу в Державне політичне управління СРСР: з листопада 1926 року — червоноармієць навчального полку військ ДПУ при РНК Закавказької СФРР в місті Ахалцих Грузинської РСР, з березня 1927 по квітень 1932 року — помічник уповноваженого, старший уповноважений 37-го прикордонного загону ОДПУ (місто Батумі).
Член ВКП(б) з листопада 1927 року.
У 1932 екстерном склав іспити за курс військової школи.
З квітня 1932 по листопад 1938 року — у Повноважному представництві ОДПУ — Управлінні НКВС по ЗСФРР (НКВС Грузинської РСР): обіймав посади уповноваженого 3-го відділення I відділу, інспектора оперативного відділу, секретаря, помічника (з травня 1937 по січень 1938 року — старшого помічника) начальника 2-го відділення оперативного відділу Управління прикордонної та внутрішньої охорони; з січня по листопад 1938 року — начальник 5-го відділення IV відділу УДБ НКВС Грузинської РСР.
У 1934 закінчив Комуністичний університет при комітеті КП(б) Грузії Управління НКВС по Грузинській РСР.
З листопада 1938 року — заступник начальника IV відділу УДБ НКВС по Ленінградській області; з лютого 1939 по липень 1941 року — заступник начальника, начальник Слідчої частини Управління НКВС по Ленінградській області.
З початком німецько-радянської війни — в органах військової контррозвідки. З липня по жовтень 1941 року — начальник Особливого відділу НКВС Лузької оперативної групи військ Північного фронту. З жовтня 1941 року — заступник начальника, начальник слідчої частини Особливого відділу НКВС Ленінградського фронту.
2 червня 1942 — 29 квітня 1943 року — начальник Особливого відділу НКВС Сибірського військового округу.
З 29 квітня 1943 року — начальник Управління контррозвідки (Смерш) Південного фронту. З 20 жовтня 1943 року — начальник Управління контррозвідки 4-го Українського фронту (одночасно з січня по червень 1945 — помічник уповноваженого НКВС СРСР по 4-му Українському фронту).
У повоєнний час продовжував служити в органах контррозвідки. 22 липня 1945 — 7 травня 1946 року — начальник Управління контррозвідки Прикарпатського військового округу).
З 7 травня 1946 по 17 серпня 1949 року — заступник міністра державної безпеки СРСР, одночасно з серпня 1946 по 24 серпня 1949 року — головний резидент і уповноважений МДБ СРСР в Німеччині.
З 24 серпня (офіційно 4 листопада) 1949 по 6 вересня 1952 року — міністр державної безпеки Української РСР. Потім до лютого 1953 року перебував у резерві МДБ СРСР.
З 14 лютого по 16 березня 1953 року — міністр державної безпеки Латвійської РСР, з 16 березня по 23 травня 1953 — міністр внутрішніх справ Латвійської РСР.
З 10 червня по 20 липня 1953 року — старший радник МВС СРСР при Міністерстві громадської безпеки Польщі, потім до вересня 1953 року перебував у розпорядженні Управління кадрів МВС СРСР.
З 8 вересня 1953 по 4 травня 1954 року — начальник Управління МВС СРСР по Ярославській області
26 червня 1954 звільнений з органів МВС СРСР. Постановою Ради Міністрів СРСР № 2349—1118сс від 23 листопада 1954 року позбавлений звання генерал-лейтенант «як такий, що дискредитував себе за час роботи в органах держбезпеки і недостойний у зв'язку з цим високого звання генерала».

## Звання
- капітан (10.09.1936)
- капітан держбезпеки (27.04.1939)
- майор держбезпеки (23.08.1941)
- полковник (14.02.1943)
- генерал-майор (26.05.1943)
- генерал-лейтенант (25.09.1944—23.11.1954)

## Нагороди
- три ордени Леніна (16.05.1944; 30.04.1945; 24.06.1948 — «за успішне виконання завдань Уряду»)
- три ордени Червоного Прапора (17.09.1943; 3.11.1944; 24.11.1950)
- два ордени Червоної Зірки (26.04.1940 — «за успішне виконання завдань Уряду по охороні державної безпеки»; 21.04.1943)
- Орден Кутузова II ступеня (21.04.1945 — «за очищення тилу фронтів Червоної Армії»)
- Орден Суворова II ступеня (29.06.1945)
- Орден Вітчизняної війни I ступеня
- Орден «Знак Пошани»
- Орден «Хрест Грюнвальда» 2-го класу (Польща)
- Орден Білого лева I-го ступеня (Чехословаччина)
- два ордени (Чехословаччина)
- медалі СРСР і Польщі
- бойова зброя
- знак «Заслужений працівник НКВС».